# Alcesta aneb Triumf Alcidy (Lully)
Alcesta aneb Triumf Alcidy (franc. Alceste, ou Le triomphe d’Alcide, LWV 50) je francouzská opera (tragédie lyrique) Jeana-Baptiste Lullyho, libreto napsal jeho blízký spolupracovník Philippe Quinault podle Eurípidova Alkésta. Opera měla premiéru 19. ledna 1674 v Théâtre du Palais-Royal (v ulici Saint-Honoré) v Paříži, hranou herci z Opéra national de Paris.
Opera sestává z prologu a pěti aktů a oslavuje vítězství krále Ludvíka XIV. nad Franche-Comté.
Jedná se o druhou Lullyho tragédie lyrique po opeře Cadmus et Hermione, která je považována za první francouzskou operu.

## Inscenační historie
Díky přízni krále byl Alceste hrán opět roku 1677 ve Fontainebleau a o rok později v Saint-Germain-en-Laye. Roku 1678 a opět roku 1682 jej Lully uvedl opět v Théâtre du Palais-Royal, po skladatelově smrti inscenovala pařížská opera toto dílo ještě v letech 1706, 1716, 1728, 1729, 1739 a naposledy v roce 1757. Reprízy v letech 1728, 1739 a 1757 vyprovokovaly i vznik parodií této opery (i loutkových, které se hrály v lidových pařížských divadlech: Théâtre Italien a Théâtre de la Foire St Germain. Poslední z nich pod názvem La Noce interrompue vytvořil roku 1758 Charles-Simon Favart. V roce 1729 jej navíc na svých koncertech dala po částech provést královna Marie Leszczyńská.
Vedle Paříže byl Alceste hojně uváděn v jiných francouzských městech, totiž v Marseille (1695, 1696, 1700, 1723, 1727, se zájezdy do Avignonu a Arles), Lille (1695), Lyonu (1696, 1699, 1730) a také v Metách.
Mimo Francii se Alceste hrál zejména v Bruselu (Théâtre de la Monnaie): doloženy jsou inscenace v letech 1705, 1706 a 1717. Podle zachované partitury s poznámkami jej ještě před rokem 1686 uvedli rovněž v markrabské rezidenci v Ansbachu a někdy v letech 1719–1723 také v Bonnu.
Alceste byla jedna z prvních Lullyho oper provedených v moderní době, ačkoli koncertní představení ve Schola Cantorum v Paříži roku 1903 bylo jen ojedinělou záležitostí. Dirigent Jean-Claude Malgoire, raný propagátor Lullyho hudby, pořídil roku 1975 LP nahrávku opery, která se stala první vydanou nahrávkou Lullyho opery vůbec, na scéně se však Alceste objevil poprvé 26. října 1980 v divadle v Darmstadtu (režisér Herbert Wernicke, dirigent Karl-Heinz Bloemeke). Roku 1986 představil operu J.-C. Malgoire koncertně v Bourg-en-Bresse v rámci Festival d'Ambronay, o rok později koncertně v Paříži Théâtre du Châtelet a konečně na přelomu let 1991 a 1992 v reprezentativní inscenaci v pařížském Théâtre des Champs-Élysées; tato inscenace hostovala též ve Versailles a v Montpellieru.
Následovaly inscenace v Komorní opeře ve Varšavě (Warszawska Opera Kameralna, 1998) a koncertní provedení v Tourcoignu (Théâtre Lyrique de Tourcoign, 2000, 2006), Bruselu (Théâtre de la Monnaie, 2000) a Théâtre des Champs-Élysées (2006), vše pod taktovkou J.-C. Malgoira. V roce 2012 nastudovala operu koncertně konzervatoř ve Vigneux-sur-Seine.

## Role
| Role                                   | Hlas                        | 1678 (v roli účinkoval:)                          |
| -------------------------------------- | --------------------------- | ------------------------------------------------- |
| Nymfa Seiny                            | soprán                      | Mlle de Saint-Christophe (nebo Saint-Christophle) |
| La Gloire (Sláva)                      | soprán                      | Mlle de La Garde                                  |
| Nymfa z Tuileries                      | soprán                      | Mlle Rebel                                        |
| Nymfa Marny                            | soprán                      | Mlle Ferdinand                                    |
| Alceste, Princezna z Iolcu             | soprán                      | Mlle de Saint-Christophe                          |
| Admète, Král z Thesálie                | kontratenor                 | Bernard Clédière                                  |
| Alcide (Hercules), Řecký hrdina        | Basbaryton                  | François Beaumavielle                             |
| Licomède, Král ze Scyru a bratr Thetis | bas                         | Godonesche                                        |
| Lychas, důvěrník Alcida                | kontratenor                 | Langeais                                          |
| Straton, důvěrník Lycomeda             | bas                         | Antoine Morel                                     |
| Céphise, důvěrnice Alcesty             | soprán                      | Mlle Beaucreux                                    |
| Cléante, rytíř Admeta                  | tenor                       | Frizon                                            |
| Pherès, otec Admeta                    | tenor                       | Gingan                                            |
| Cháron                                 | bas                         | Antoine Morel                                     |
| Pluton                                 | bas                         | Godonesche                                        |
| Thétis, mořská nymfa                   | soprán                      | Mlle des Fronteaux (nebo Desfronteaux)            |
| Apollon                                | kontratenor                 | Le Roy                                            |
| Proserpine                             | soprán                      | Mlle Bony                                         |
| Duchové Alcesty                        | tichá role                  |                                                   |
| Alecton, Zuřivý                        | kontratenor (Rôle travesti) | Le Roy                                            |
| Odmítnutý duch                         | soprán                      |                                                   |
| Eole, Král větrů                       | tenor                       | Puvigny                                           |
| Diana                                  | soprán                      | Mlle Piesche                                      |

## Děj opery
Hlavní zápletka se týká čtyř osobností z řecké mytologie: Alcesty (Alkéstis), dcery Pelia, krále Iólku v Thesálii; Lycoméda (Lykoméda), krále Skyru; Alcida (Alkeidés), což je jen jiné jméno Herkula neboli Hérakla; a Admèta (Admétos), Alcidova přítele a krále Thesálie. Alceste, které se současně dvoří tito tři mužové, nakonec věnuje svou přízeň Admètovi.
Vedlejší, „lehčí“ zápletka se odehrává souběžně mezi Céphise (Kéfisiá), Alcestinou důvěrnicí, a jejími dvěma nápadníky — Lychasem, důvěrníkem Alcidovým, a Stratonem (Stratón), důvěrníkem Lycomèdovým. Trojúhelník vytvořený kolem Céphise, který je symbolem nestálosti a lehkomyslnosti, slouží jako kontrast k tragickému charakteru povaze Alcesty, již její nezlomná věrnost dožene až ke smrti.
Shrnutí:
Alcide je zamilován do Alcesty, zaslíbené Admètovi, králi Thesálie. Admète je zraněn v bitvě. Moiry se uvolí jej ušetřit smrti pod podmínkou, že se za něj obětuje někdo jiný. Alceste tak učiní. Alcide poté slíbí Admètovi, že půjde hledat Alcestu do podsvětí, pokud mu pak princezna bude náležet. Po návratu z podsvětí je loučení mezi manželi tak dojemné, že se Alcide vzdá nároku na Alcestu a přenechá ji Admètovi. Alcidovým triumfem je skutečnost, že dokáže ustoupit milujícímu se páru.

### Prolog
Scéna představuje břehy Seiny, v Tuilerijských zahradách. Objeví se nymfa Seiny, opírající se o urnu uprostřed stromořadí, mezi jehož stromy se nacházejí fontány.
Nymfa Seiny naříká nad dlouhou nepřítomností svého hrdiny. Vstupuje Sláva provázená válečnou hudbou. Nymfa Seiny jí vyčítá, že zdržuje hrdinu na bitevních polích, a tím jej odpírá jeho obdivovatelům. Sláva ji nabádá, aby tedy přestala hořekovat, neboť rekovné činy hrdiny héros skrápějí i ji a činí z ní tak „nejhrdější řeku vesmíru“.
Nymfa Seiny však připomíná, že nedočkavě touží vidět svého hrdinu, aby znovu spatřila jeho veškerý půvab, jak si na něj pamatuje. Sláva jí oznamuje, že se hrdina brzy navrátí: „Jelikož vidíš Slávu, tvůj hrdina není daleko.“ Nymfa Seiny s ulehčením dává propuknout své radosti.
Nymfa Tuilerií se přibližuje se skupinou tančících nymf: stromy se otevírají a odhalují polní božstva, která hrají na různé nástroje, a fontány se promění ve zpívající najády. Nymfa Marny, družka Seiny, vychází, aby zazpívala uprostřed skupiny říčních božstev, která projevují svou radost tancem.
Říční božstva a nymfy se dávají do všeobecného tance, zatímco všechny nástroje se spolu se všemi hlasy spojují. Přilétají Rozkoše a chystají se připravovat rozptýlení.

### 1. dějství
Jeviště představuje přístav v Thesálii, v němž je vidět velkou loď, vyzdobenou a připravenou ke slavnosti, mezi několika válečnými loděmi.
Při příležitosti svatby Alcesty a Admèta se připravuje honosná slavnost.
Alcide, týraný žárlivostí, se svěřuje Lychasovi, že se raději nebude účastnit svatebního obřadu, aby marně netrpěl. Lychas, který se nechce vzdálit od Céphise, přesvědčí svého pána, aby od tohoto úmyslu ustoupil a aby zůstal až do konce slavnosti, aby zabránil klevetám.
V následujícím výstupu Lychas prozradí Stratonovi, že i jemu věnuje lásku Céphise, a pak se vzdálí, zanechávaje na scéně svého zaraženého soka. Straton získá potvrzení této neočekávané situace přímo z úst té, o níž se domníval, že miluje jen jeho: Céphise před ohromeným Stratonem dokonce pronáší chvalořeč na nestálost v lásce.
Na scénu vchází Lycomède a přerušuje rozhovor Céphise a Stratona. I on doufal v lásku Alcesty, zdá se, že však odmítnutí, jehož se mu dostalo, bere s větším klidem než Alcide: král Skyru dokonce právě připravuje námořní slavnost k zábavě novomanželů.
Ale Lycomèdův nezájem je jen předstíraný a slavnost, kterou se chystá ženichovi a nevěstě věnovat, je pouze léčkou, díky které se mu s pomocí jeho důvěrníka Stratona umožní zmocnit se Alcesty.
A tak se stane, že se v průběhu tohoto obveselení, poté, co Lycomède uvede na svou loď Alcestu (a Straton Céphise), ale dříve, než na koráb stačí vstoupit Admète, Alcide a ostatní hosté, spustí lodní můstek. Loď tedy opouští přístav a míří ke Skyru, s přispěním bohyně Thétis, Lycomèdovy sestry. Ta s pomocí aquilonů vyvolá prudkou bouři, aby zakryla útěk svého bratra.
Naštěstí zasáhne Éole (Aiolos): utiší bouři a nařídí zefyrům, aby odehnaly aquilony, a tím umožnili lodím Admèta a Alcida pronásledovat Lycomèda.

### 2. dějství
Jeviště představuje hlavní město ostrova Skyru. Na scéně jsou Céphise a Straton.
Na Skyru drží Straton Céphise jako zajatkyni, stejně jako Lycomède vězní Admètovu choť.
Ve snaze znovu nabýt svobody se Alcestina důvěrnice pokouší obměkčit svého žalářníka Stratona tím, že mu slíbí svou věrnost. Ten jí nedůvěřuje a slíbí jí osvobození za podmínky, že se za něj nejdříve vdá. Obezřetná Céphise mu odpovídá, že ke sňatku nesvolí dříve, než bude svobodná.
Jejich rozhovor je přerušen příchodem Alcesty a Lycomèda. Uvězněná královna se snaží utišit zlost svého únosce a vysvětluje mu, že lásku nelze vynutit a že to, že si jej nevybrala, nemá považovat za urážku. Avšak je to marné, zuřivý, zoufalý a neúprosný Lycomède se nehodlá zříci své pomsty.
Straton poté přichází varovat svého krále, že se k městu blíží nepřátelské vojsko vedené Admètem a Alcidem. Alceste se naposledy pokouší přivést Lycomèda k rozumu tím, že jej vyzývá, aby se vzdal spíše než nechal prolévat krev zcela zbytečně. Avšak král odmítá naslouchat jejím prosbám a nechá ji odvést za hradby města, zatímco se připravuje čelit obléhání.
Díky Alcidovu hrdinství a Admètově odhodlanosti a po bouřlivé bitvě, při níž byly pobořeny hradby i věže, je město nakonec dobyto a obléhaní se vzdávají nebo jsou vzati do zajetí.
Alceste a Céphise jsou osvobozeny. Alcide předává princeznu do rukou Admètova otce Phérèse (Ferés) a požádá jej, aby ji vrátil manželovi. Ihned poté se vzdálí, aby nemusel déle trpět při pohled na štěstí mladého páru.
Po odchodu Alcida a Lychase nachází zdrcená Alceste Admèta smrtelně zraněného Lycomèdem. Vida slzy své choti, král – na pokraji sil a vědom si situace – žádá Alcestu, aby jej neoplakávala, a ujišťuje ji, že je šťasten, že umírá pro ni.
V té chvíli vstupuje na scénu Apollón a oznamuje králi, že mu bylo povoleno uniknout smrti, najde-li se někdo, kdo se uvolí zemřít za něj. Za tímto účelem se Uměny hotoví postavit pomník ke slávě tomu nebo té, kdo se za Admèta obětuje.

### 3. dějství
Jeviště představuje velký pomník postavený Uměnami. Uprostřed se nachází prázdný oltář, který má nést sochu osoby, jež se obětuje za Admèta. Na scéně jsou Alceste, Phérès a Céphise.
Alceste v slzách prosí bohy, aby jí neodnímali jejího muže, zatímco ten ve vedlejší místnosti tiše umírá. Prozatím se totiž nikdo nenabídl, že zemře za něho, a každý nalézá dobré důvody pro to, aby takovou oběť nepodstoupil: Céphise tvrdí, že je na smrt příliš mladá; Phérès se na ni cítí příliš starý...
Alceste smutně odchází; pochopila, že pro záchranu svého manžela nemůže spoléhat na nikoho. Céphise ji následuje. Cléante (Kleanthés), králův sluha, přichází varovat Phérèse, že Admètovi již zbývá jen pár chvil života.
Náhle zazní veselá melodie a vstoupí Admète, zázračně vyléčený. Je šťasten, že přežil a že brzy bude moci osušit slzy své milované choti, a žádá bohy umění, aby mu odhalili sochu člověka, který mu daroval svůj život.
Opona oltáře se otevře a objeví se postava Alcesty v okamžiku, kdy se protíná dýkou; současně vstupuje Céphise a oznamuje, že princezna právě zemřela, protože se obětovala pro toho, koho milovala.
Admète, zdrcený bolestí, klesá do rukou svého doprovodu. Zástup zarmoucených mužů a žen, nesoucí květy a ozdoby, které zdobívaly Alcestu, vchází a zahajuje pohřební obřad. Obou truchlících skupin se zmocňuje záchvat bolesti: část trhá své oděvy, část si rve vlasy a každý u nohou Alcestiny sochy láme ozdoby, které přináší v rukou.
V tomto okamžiku vchází Alcide: zneklidněn hořekováním a pohřebním obřadem odložil svůj odjezd. Když se rychle dozví, co se stalo, navrhne Admètovi, že půjde hledat Alcestu do podsvětí, avšak pod podmínkou, že se po návratu stane jeho ženou. Král bez zaváhání tuto nabídku přijímá, vzdává se té, již miluje, a naléhá na Alcida, aby vyrval Alcestu ze spárů smrti.
Objeví se měsíc; jeho kotouč se otevře a zjeví se Diana na zářícím oblaku. Ohlašuje, že se bohové, dojati tak šlechetným úmyslem, rozhodli Alcidovi pomoci a otevřít pro něj novou cestu, po které se může dostat do podsvětí. Merkur přilétá a udeří o zem svou okřídlenou holí; průchod se otevírá a Alcide do něj sestupuje.

### 4. dějství
Jeviště představuje řeku Acherón a její chmurné břehy. Na jednom z nich stíny očekávají Carona (Charóna). Ten připluje na své veslici.
Caron vpouští do svého člunu stíny, které mu mají čím zaplatit, aby mohly přeplout Acherón. Bez zachvění a slitování odhání ty, které nic nemají.
Alcide vstupuje na scénu a naskočí do Caronova člunu, přičemž vyžene stáíny, které se v ní nacházejí. Hrdina neposlouchá převozníkovy protesty a výhrůžky a nařizuje mu, aby jej bez reptání dovedl k Plutonovi.
Jeviště se promění a představuje palác Plutona (Pluta). Pluton sedí na svém trůně; kolem něj stojí Proserpine (Proserpina), Plutonovi průvodci a stín Alcesty.
Pluton a Proserpine vítají Alcestin stín a pořádají slavnost na jeho počest. Ale ve shonu přibíhá Alecton (Alektón), přeruší zábavu a sděluje Plutonovi, že Alcide sestoupil a napadl podsvětí.
Pluton poté odpoutá Kerbera, aby Alcidovi zahradil cestu, ale Alcide strážce podsvětí brzy zkrotí a uváže na řetěz: Pluton přiznává svou porážku. Ale Alcide jej upokojuje: nepřišel dobýt království mrtvých, ale pouze nalézt v těchto nehostinných místech Alcestu.
Dojata jeho upřímnou láskou, naléhá Proserpine na svého manžela, aby Alcidovu záměru vyhověl. I Pluton podléhá dojetí a dovoluje, aby Alcide a Alceste oba odešli. Aby usnadnil jejich návrat, propůjčí jim vládce podsvětí i vlastní vůz a doprovod: Alcide a stín Alcesty tedy usedají na Plutonův vůz, který se s nimi vznese v průvodu skupiny létajících bytostí z Plutonova služebnictva.

### 5. dějství
Jeviště představuje triumfální oblouk uprostřed dvou amfiteátrů, na nichž je vidět mnoho různých národů Řecka shromážděných, aby přivítali Alcida zvítězivšího nad podsvětím.
Společně s lidem přichází Alcida uvítat Admète, který se těší myšlenkou, že opět uvidí Alcestu živou. Připomíná si však svůj příslib: Alceste opravdu žije, ale již ne pro něho. Admète potlačí svou lítost a říká si, že návrat Alcesty do života je důležitější než všechno ostatní. Zakazuje si sebelítost, vzchopí se a připojí se k obecnému jásotu, aby se bezvýhradně účastnil Alcidova zaslouženého triumfu.
Při příležitosti radostné události se Lychas rozhodne vrátit svobodu Stratonovi (který byl od konce 2. dějství v okovech) a usmířit se s ním. Přichází Céphise a Lychas i Straton ji vyzývají, aby si z nich konečně jednoho vybrala za budoucího manžela. Ale mladá dívka takovou volbu odmítá a sděluje jim, že se nemá vůbec v úmyslu vdávat, protože podle ní „sňatek zbavuje lásku půvabu“. Oba nápadníci zdá se nakonec přijímají její názor a všichni se zapojí do oslavy.
Vcházejí Alcide a Alceste. Alcide vyčítá Alcestě, že má oči jen pro Admèta. Připomíná jí, že od nynějška náleží jemu. Alceste jej ujišťuje, že nemá v úmyslu porušit Admètovy závazky, ale že je pro ni nemožné znovu nalézt život, aniž by ožily i její city.
Alceste a Admète si dávají poslední dojemná sbohem, protože pro ně je povinnost silnější než láska. Admète ustoupí a Alceste nabízí svou ruku Alcidovi. Ten však, dojat hloubkou citů obou manželů, Admèta zastaví a postupuje mu ruku, kterou mu Alceste podává. Tak se tedy hrdina Alcide, poté co překonal nestvůry, tyrany i podsvětí, naučil zvítězit io sám nad sebou.
Do rozjásaného paláce sestupuje z nebes Apollon doprovázen Múzami a Hrami, které přivádí, aby se účastnily znovunalezeného štěstí Admèta a Alcesty a oslavily Alcidův triumf. Skupina pastýřů a pastýřek, z nichž někteří tančí a někteří zpívají, přichází na Apollonův příkaz a přispívají k veselí. Apollon odlétá s Hrami.

## Přehled hudebních výstupů
- 1. Marche Des Combattons
- 2. Menuet
- 3. Loure Pour Les Pecheurs
- 4. Echos
- 5. Rondeau De La Gloire
- 6. La Pompe Funebre
- 7. Rondeau Pour La Fête
- 8. Les Vents
- 9. La Fête Infernale
- 10. Les Demons
- 11. Marche Des Assiegeants

## Nahrávky
- 1974 (LP, výňatky, Serenus Recorded Editions) Zpívají (Céphise) Phyllis Curtin, (Admète) William Lewis, (Alceste, nymfa) Anne Ayer, (Straton, Alcide) Hugues Cuénod, (Caron) Philipe Huttenlocher. Orchestr a sbor Wiener Volksoper řídí Willard Straight.
- 1975 (3 LP, CBS) Zpívají (Admète) Bruce Brewer, (Alceste) Felicity Palmer, (Sláva, Céphise) Anne-Marie Rodde, (nymfa Seiny, Thétis, Diana, truchlící žena) Renée Auphan, (Licomède, Cléante, Caron) François Loup, (Alcide, Eole) Max von Egmond, (Lychas, Apollon, Alecton) John Elwes, (nymfa z Tuileries, nymfa z Marne, mořská nymfa, Proserpine) Sonia Nighogossian, (Straton) Marc Vento, (Phérès, truchlící muž, Pluton) Pierre-Yves Le Maigat. Orchestr La Grande Ecurie et la Chambre du Roi a sbory Ensemble Vocal Raphaël Passaquet a Enfants de la Maîtrise nationale řídí Jean-Claude Malgoire.
- 1992 (CD 1994, Audivis) Zpívají (Alcide) Jean-Philippe Lafont, (Admète) Howard Crook, (Alceste) Colette Alliot-Lugaz, (Sláva, Céphise) Sophie Marin-Degor, (Lychas) Gilles Ragon, (Straton) Jean-François Gardeil, (Licomède, Pluton) François Loup, (Caron) Gregory Reinhart, (Phérès) Michel Dens, (Proserpine, truchlící žena, nymfa z Tuileries, nymfa z Marne) Véronique Gens, (Thétis, Diana, mořská nymfa) Claudine Le Coz, (nymfa Seiny) Miriam Ruggeri, (Eole, Cléante, truchlící muž) Olivier Lallouette, (Alecton, Apollon) Douglas Nasrawi. Orchestr La Grande Ecurie et la Chambre du Roi a sbor Ensemble Sagittarius řídí Jean-Claude Malgoire.